# Poèmes et Paysages
Poèmes et paysages est un recueil de poèmes du poète français d'origine bourbonnaise Auguste Lacaussade paru en 1852. Il valut à son auteur le prix Bordin.

## Annexe